# Pomatoschistus knerii
Pomatoschistus knerii är en fiskart som först beskrevs av Franz Steindachner, 1861.  Pomatoschistus knerii ingår i släktet Pomatoschistus och familjen smörbultsfiskar. IUCN kategoriserar arten globalt som otillräckligt studerad. Inga underarter finns listade i Catalogue of Life.